# Choperia Pinguim
Choperia Pinguim, unidade II no Edifício Meira Júnior, parte do Quarteirão Paulista.

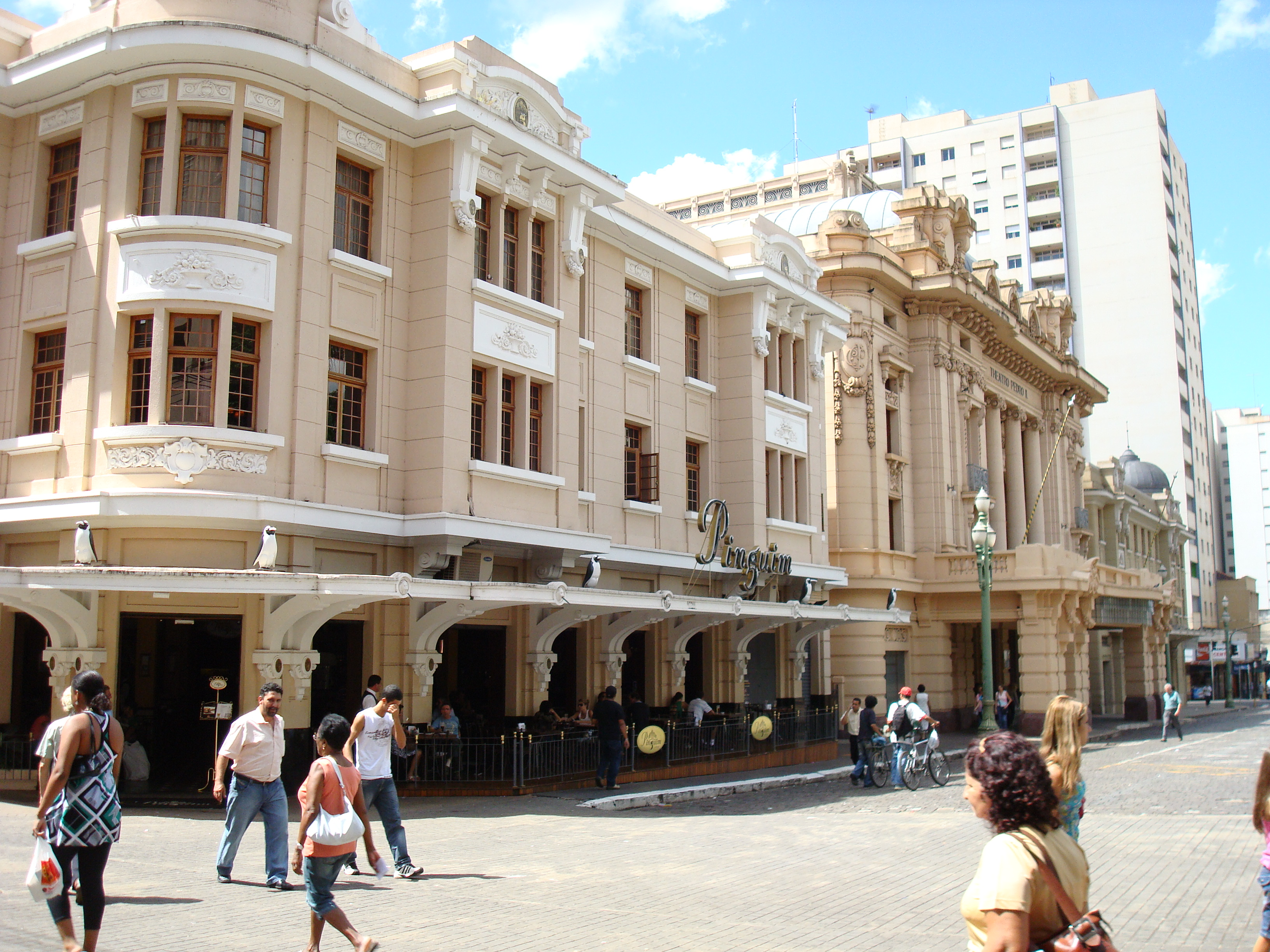
Choperia Pinguim, ao lado do Teatro Pedro II.

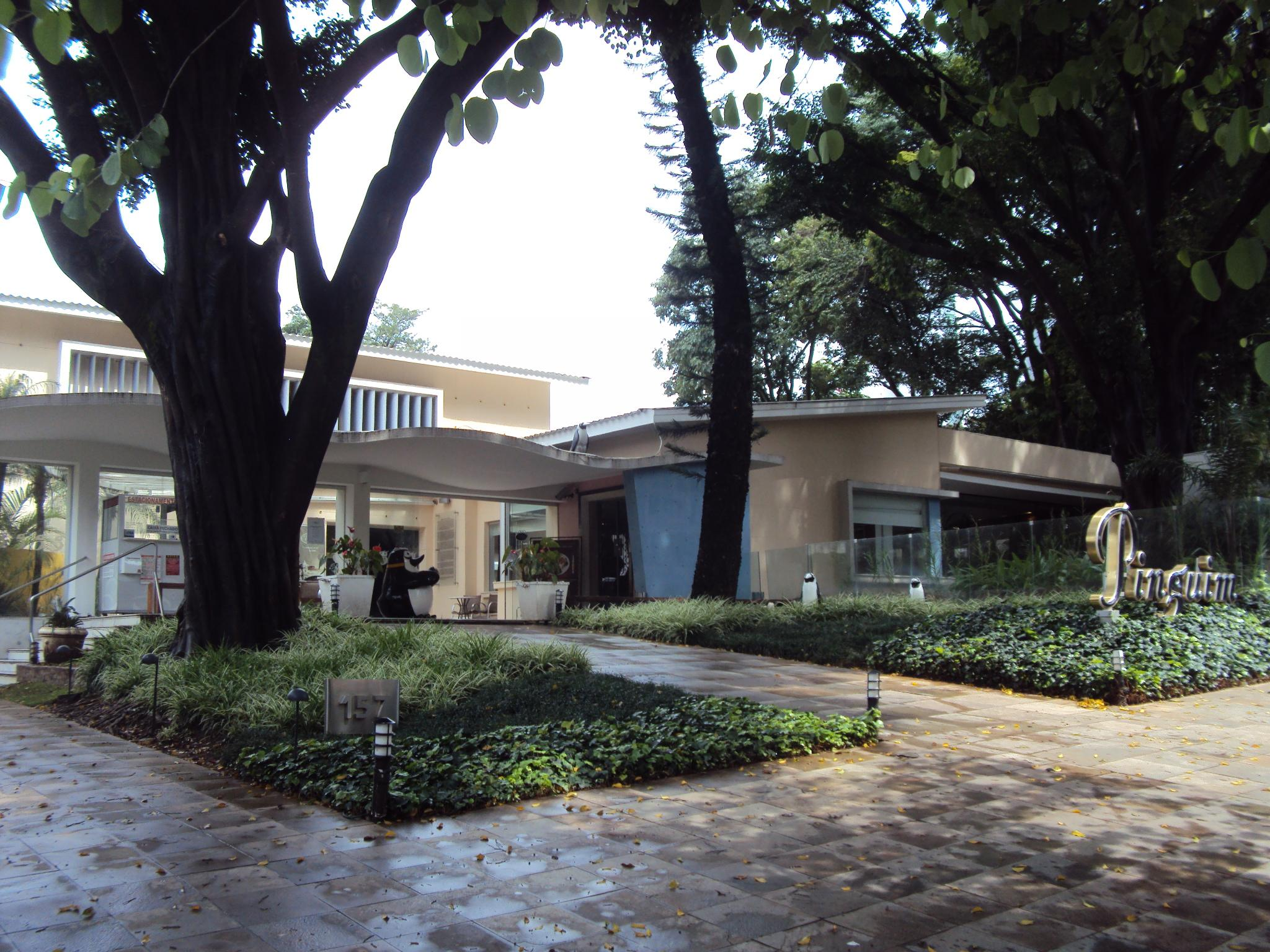
Choperia Pinguim em Belo Horizonte.

A Choperia Pinguim é uma choperia localizada em Ribeirão Preto, São Paulo. Renomada como uma das mais famosas e tradicionais choperias do Brasil, serve desde sua inauguração chope  de marca Antarctica. Atração turística da cidade, a Choperia está sediada no Edifício Meira Júnior, parte do Quarteirão Paulista de Ribeirão Preto, possuindo a fama de servir o "melhor chope do Brasil".[carece de fontes?]
A choperia é um ponto turístico da cidade, reconhecida por guias de turismo e pela prefeitura.

## História
Em meados de 1919 e 1920, já havia um estabelecimento sob o nome Pinguim em São Paulo, em estilo alemão, que pertencia à Companhia Antarctica Paulista. Oscar Musa, cliente e amigo de Clementino Celligoi, primeiro dirigente do Pinguim de Ribeirão Preto, relatou:
Quando a Antarctica em 1936, por aí, fechou negócio com o Diederichsen, para alugar,[ ..]. lá instalou o Pingüim [ ..]. copiando o Pingüim de São Paulo, pois em São Paulo havia um Pingüim na Avenida São João, na ladeira que sobe a Praça Antônio Prado, ela passa ali pelo Correio [...] eu conheci exatamente o Pingüim, através do distintivo dele na porta do Pingüim em São Paulo, ... antes do Pingüim vir para Ribeirão Preto. Na porta do Pingüim existia o “pinguinzinho” desenhado na porta[...]
Relatos e documentos da época indicam que após a Cia. Antarctica Paulista fechar o bar do centro de São Paulo, inaugurou em 1936, com a mesma denominação e estilo, o Bar e Restaurante Pinguim em Ribeirão Preto, sob a direção de Clementino Celligoi, alcunhado Tino, cujo codinome era Alemão.
Com a degradação de saúde de Celligoi, a administração da choperia teria sido assumida pela Companhia Antarctica Paulista, de acordo com o relato de Musa. Entretanto, a Companhia Antarctica Paulista só se fundiria com a Cia Cervejaria Paulista em 1973, sendo a última proprietária dos terrenos onde foram construídos o Theatro Pedro II e o Edifício Meira Júnior na década de 1930.
A gestão do Pinguim pela Companhia Cervejaria Paulista se provou difícil e por isso, Nicolás Miranda assumiu a gestão do Pinguim em 1943. Em 1965, Albano Celini Peixoto comprou a choperia.
Em 1983, passa a ser administrado por um grupo de empresários liderados por Antônio Alves, que adotaram um novo modelo de gestão que implementou uma série de mudanças, incluindo o início da venda de merchandising. Uma boa parcela da fama que a choperia obteve foi atribuída a parte da gestão de Albano e ao período em que o Pinguim foi conduzido pelo grupo de empresários, tendo ambos os períodos modernizado a choperia.. Em 1993, Albano deixou o grupo de empresários e fundou sua própria choperia, que fecharia em 2000.
A choperia Pinguim esteve instalada no Edifício Diederichsen até o século XXI, tendo aberto uma outra unidade em 1977 no Edifício Meira Júnior, parte do Quarteirão Paulista, ao lado do Theatro Pedro II.
O Pinguim firmou-se como restaurante e consolidou sua fama como uma das choperias mais famosas do Brasil. Em 1997, foi inaugurada uma unidade unidade no Ribeirão Shopping e, em 1999, uma no Shopping Santa Úrsula, que encerrou suas atividades em 2016.
José Paulo Ferreira, sócio da Choperia, disse ter se detectado através de um planejamento de Marketing que não era viável ter ambas unidades do centro de Ribeirão Preto, mas tampouco era viável transferir o ponto para outros possíveis concorrentes. Considerou-se a abertura de um espaço cultural no local do Pinguim I. O projeto cultural visava contar a história da choperia, com bonecos animados, uma área para degustar o chope e a loja de souvenirs. Em 2003, o Empório Pinguim foi inaugurado no lugar da unidade original, no Edifício Diederichsen. A unidade original no Edifício Diederichsen, chamada então de Empório Pinguim, foi encerrada em 2009.
Uma filial foi aberta em Brasília em data desconhecida, e encerrou suas atividades por volta da pandemia da COVID-19, no começo da década de 2020.
Em maio de 2023, as unidades remanescentes do Pinguim eram a do Quarteirão Paulista, sob o Edifício Meira Júnior, a unidade do Ribeirão Shopping, e uma em Belo Horizonte, inaugurada em 2006, no bairro da Savassi.

### Reputação
A partir da gestão de Albano Peixoto, difundiu-se a história do "chopeduto" da Choperia Pinguim. Tratava-se de encanamento dedicado que ligava a choperia à Cervejaria Antarctica, na Rua Jerônimo Gonçalves, a cerca de 600 metros. Na realidade, a choperia empregava, na altura, o uso de câmaras refrigeradas, com barras de gelo de dois metros de extensão e 20 centímetros de largura que tinham de ser trocadas a cada hora. Alega-se que 30 a 40 barris de chope estocavam sempre a câmara.
Para consolidar a fama de “melhor chope do mundo”, andaram esparramando – os senhores de preto, agora servidos por boys de luxo da mais fina sociedade – que uma serpentina partia direto da cantina da fábrica canalizando o chope que os consumidores do Pingüim saboreavam. Assim, o mais admirado líquido amarelo do país percorria uma distância equivalente a quatro quilômetros, mais que suficiente para mantê-lo intacto, bem gelado e em excepcional qualidade. Houve quem acreditasse. Nunca houve um chope melhor do mundo em Ribeirão Preto. E a tal serpentina jamais existiu. Era apenas um produto de marketing, nascido de uma metalinguagem qualquer. Certo ou errado, falso ou verdadeiro ... a fama – precedida e sucedida pela publicidade popular – correu mundo e ajudou a vender milhões e milhões de barris e incontáveis taças do melhor chope do mundo.
De acordo com Abílio Zuelli, que fora garçom do Pinguim por 44 anos, em um dia de uma partida entre o Porto Alegre Futebol Clube e o Sport Club Internacional, o Pinguim teria servido 4.500 litros de chope, recorde da casa. Além disso, diversas personalidades teriam conhecido o estabelecimento, como Angela Maria, Cauby Peixoto, Carlos Galhardo, Agnaldo Rayol, Antônio Fagundes e outros.
O Pinguim foi um dos cenários para as gravações de O Rei do Gado e, por provável associação com o título da novela, especula-se que seja o "bar de Ribeirão Preto" que é cenário de uma canção homônima sobre o pecuarista paulista Antônio Joaquim de Moura Andrade, presente em um dos álbuns da dupla Tião Carreiro & Pardinho.[carece de fontes?]

## Controvérsias
O Pinguim foi objeto de controvérsia e comoção local quando a chegada de barris de chope escuro da marca Ecobier foi gravada na unidade do Quarteirão Paulista, em Ribeirão Preto, e viralizou nas redes sociais. Pelo chope Ecobier não constar no cardápio da choperia, que tem em seu cardápio, em suas redes sociais e que tradicionalmente é conhecida por servir Antarctica, o Procon foi acionado e constatou o fato como irregularidade. Averiguou-se, para além disso, outras irregularidades, como a exposição de souvenirs para venda sem preços para pagamento à vista e a ausência de um exemplar do Código de Defesa do Consumidor. A Choperia foi notificada e teve prazo de 10 dias para apresentar sua defesa.
Dois dias depois, em 30 de dezembro de 2022, a Choperia divulgou nota oficial através de sua conta no Instagram, na qual alegou que a venda do chope Ecobier ocorreu devido à alta demanda do período de festas, que levou a indisponibilidade do chope Antarctica momentaneamente. Aduziu, além disso, que é de conhecimento geral que a casa servia 8 tipos de chope diferentes. A choperia alegou não ter tido, em momento algum, intenção de confundir ou agir em má-fé para com seus clientes.
| “ | O restaurante e choperia Pinguim, a mais tradicional choperia de Ribeirão, há 86 anos em nossa cidade, vem esclarecer um fato pontual ocorrido essa semana: como é de conhecimento dos clientes da casa são oferecidos tipos de chope em nosso cardápio e, devido à grande demanda e ao período de festas houve indisponibilidade de um dos tipos de produto, o que nos levou a adquirir um novo chope escuro para atender momentaneamente aos nossos clientes. | ” |